# Schillstraße 32 (Stralsund)

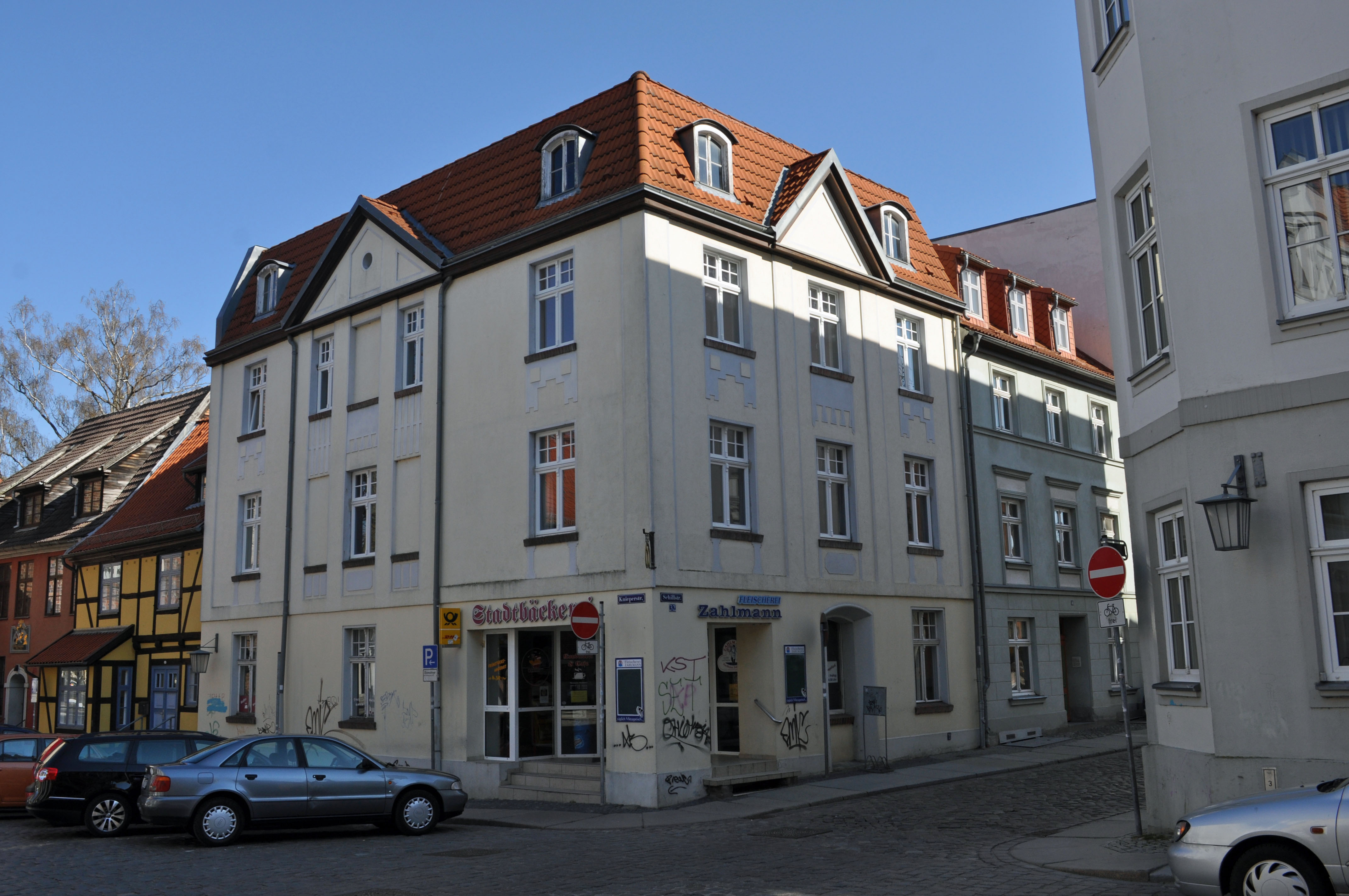
Das Haus Schillstraße 32 in Stralsund (2012)

Das Gebäude mit der postalischen Adresse Schillstraße 32 ist ein denkmalgeschütztes Bauwerk in der Schillstraße in Stralsund, an der Ecke zur Knieperstraße.
Der dreigeschossige Putzbau mit Mansarddach wurde um das Jahr 1910 errichtet.
Die Fassade weist in den Obergeschossen leicht vorstehenden, farblich abgesetzten Putzdekor auf. Die jeweiligen Mittelachsen zur Knieperstraße und zur Schillstraße sind übergiebelt.
Das Haus liegt im Kerngebiet des von der UNESCO als Weltkulturerbe anerkannten Stadtgebietes des Kulturgutes „Historische Altstädte Stralsund und Wismar“. In die Liste der Baudenkmale in Stralsund ist es mit der Nummer 687 eingetragen.